# Codroipo
Codroipo es una localidad y comune italiana de la provincia de Údine, región de Friul-Venecia Julia, con 15.702 habitantes.

## Evolución demográfica
| Gráfica de evolución demográfica de Codroipo entre 1861 y 2001 |
|                                                                |
| Fuente ISTAT - elaboración gráfica de Wikipedia                |